# Beaver Falls
Beaver Falls è una città degli Stati Uniti d'America, nella Contea di Beaver nello Stato della Pennsylvania. Nel censimento del 2000 la popolazione era di 9 920 abitanti.

## Geografia fisica

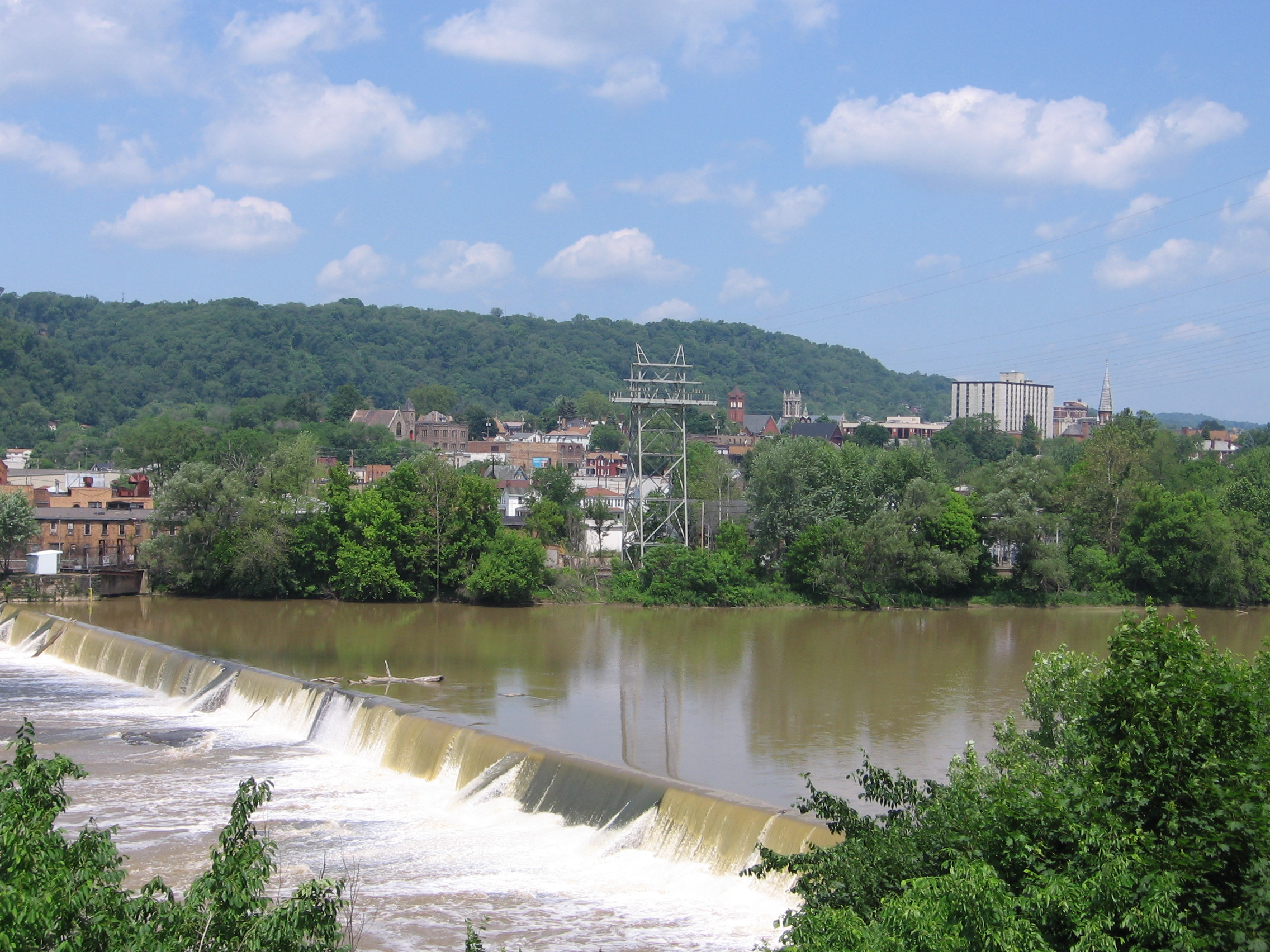
Panorama da New Brighton

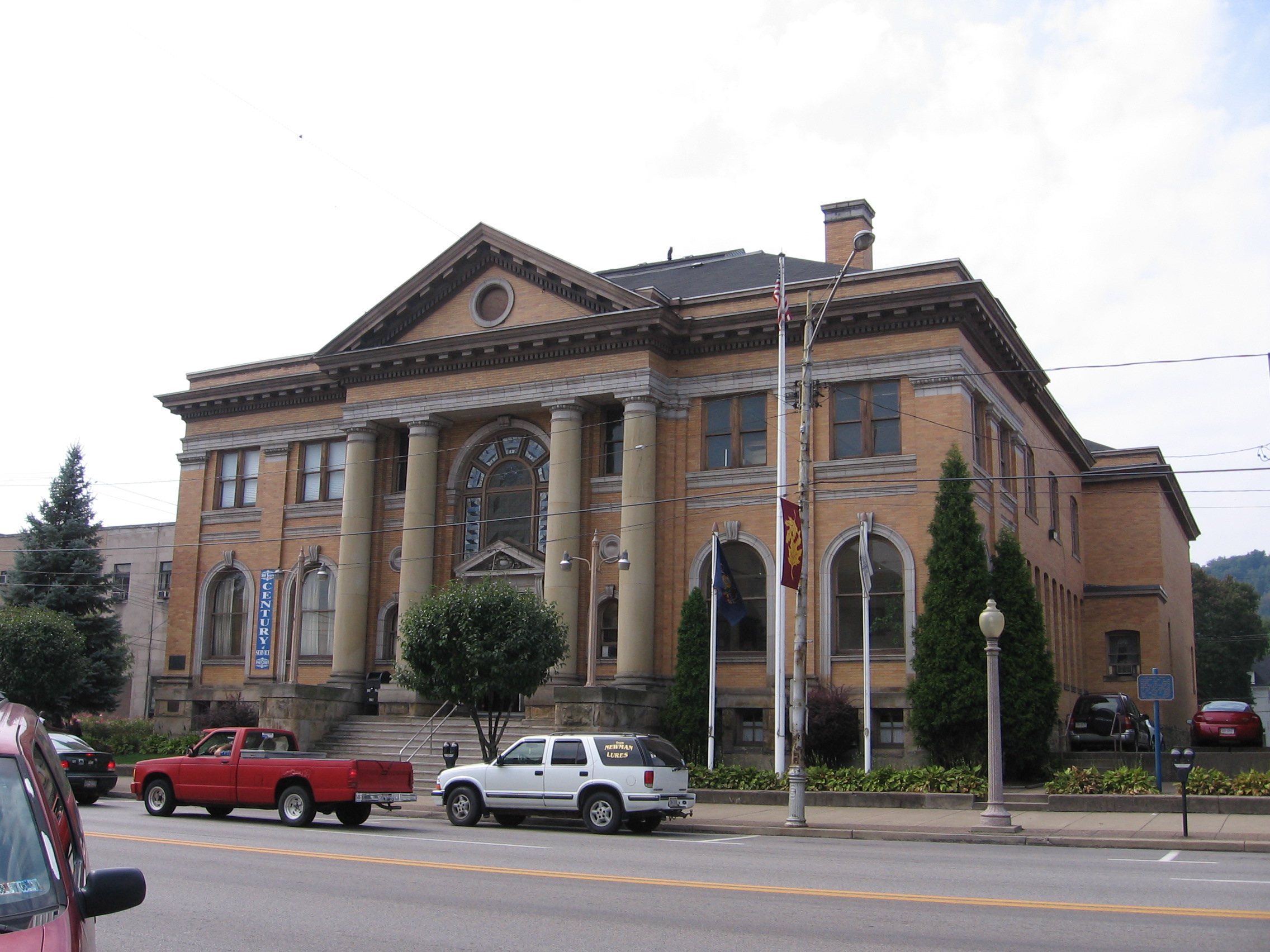
Biblioteca Carnegie

Beaver Falls si trova circa 50 km a nord-ovest di Pittsburgh, sul fiume Beaver, a 9 km dalla sua confluenza con il fiume Ohio. È situata a 40° 45'32" Nord di latitudine e 80° 19' 11" Ovest di longitudine. Secondo l'United States Census Bureau, la città ha una superficie complessiva di 5,9 km², di cui, 5,5 km² di terra e 0,4 km² coperti da acqua.

## Storia
Chiamata in origine "Brighton", Beaver Falls divenne borough nel 1868. La presenza di numerose fabbriche ha garantito la piena occupazione nel corso del XX secolo; a partire dagli anni settanta si è avvertita una certa crisi economica, divenuta più acuta negli ultimi anni, dovuta alla crisi dell'industria siderurgica a Pittsburgh, area nella quale si trova Beaver Falls.
Ha dato i natali a Thomas Midgley, lo sfortunato ideatore del piombo tetraetile come antidetonante per la benzina, e del diclorodifluorometano, prototipo dei clorofluorocarburi, come gas refrigerante e propellente.